# Mars (choklad)

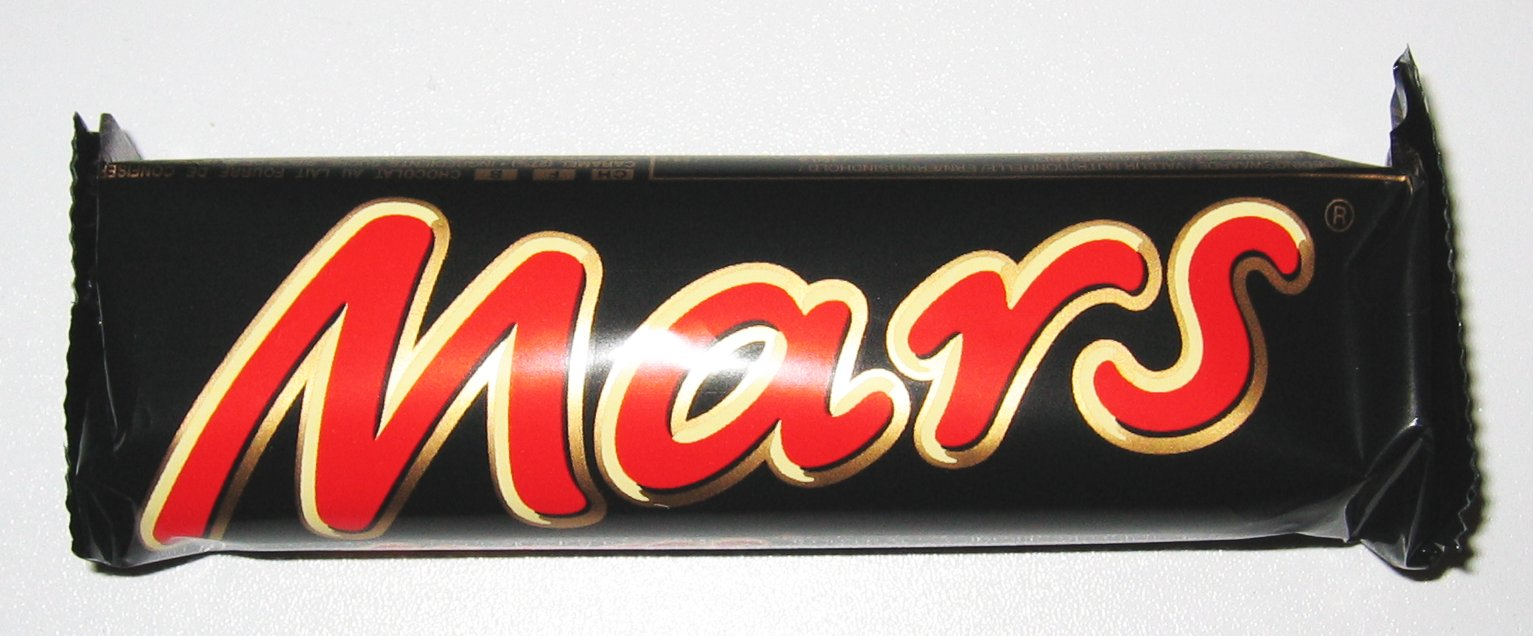
En Mars.

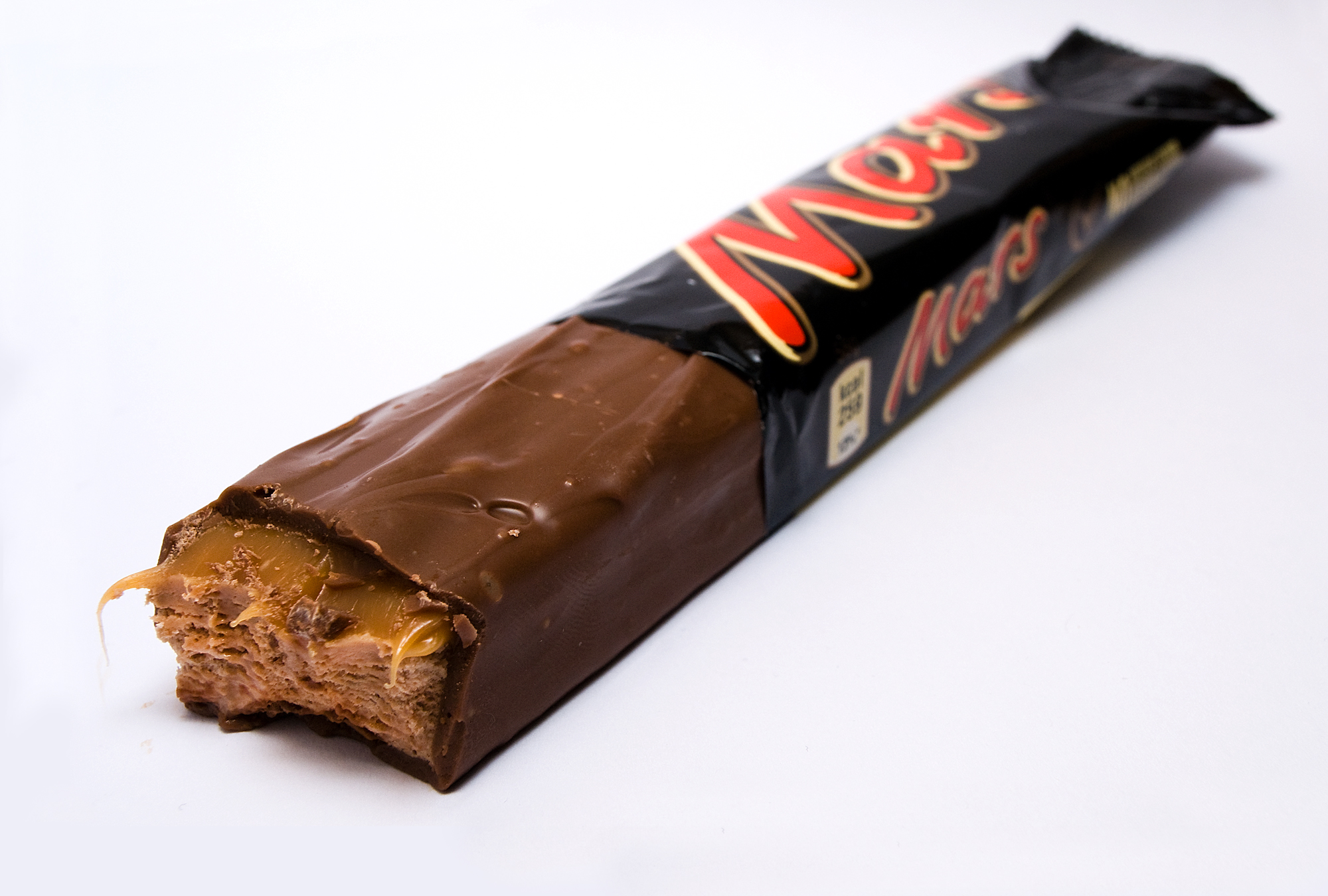
En öppnad Mars.

Mars är en chokladbit som innehåller krämig kola och nougatfyllning täckt av choklad. Den skapades 1932 i grevskapet Berkshire i Sydöstra England och tillverkas idag av det amerikanska företaget Mars Incorporated. Det finns även en variant med vit choklad som kallas Mars white och en annan variant med mörk choklad som kallas Mars midnight. Ett annat exempel på spinoffprodukter är glassen Mars Ice Cream som består av vaniljglass, kolasås och chokladöverdrag.